# 나산초등학교 (경기)
나산초등학교는 대한민국 경기도 용인시에 있는 공립 초등학교이다.

## 학교 연혁
- 2007. 01. 08 나산초등학교 설치(BTL 방식으로 민간투자)
- 2007. 03. 01 12학급 개교(특수1학급)
- 2007. 03. 01 나인택 초대교장 취임
- 2007. 03. 01 병설유치원 2학급 개원
- 2007. 03. 07 18학급(특수1)인가
- 2007. 06. 01 경기도교육청지정 교과특성화반(무용) 지정 운영(2008,2009,2010,2011지정)
- 2008. 02. 15 제1회 졸업식(졸업생 62명)
- 2008. 03. 01 24학급(특수1포함) 인가
- 2008. 06. 02 26학급(특수1포함) 편성운영  2학년, 5학년 학급 증설로 인함
- 2008. 07. 31 28학급(특수1포함) 인가
- 2009. 02. 12 제2회 졸업실(졸업생 110명)
- 2009. 03. 01 전통 예절체험교실 경기도교육청 지정 운영(2009,2010,2011 지정)
- 2010. 02. 19 제3회 졸업식(졸업생 168명 누계 340명)
- 2010. 03. 01 42학급(특수1포함) 인가
- 2010. 04. 09 학교 증축 착공
- 2010. 09. 29 교실 8실, 다목적실 1실, 컴퓨터실 1실, 학년연구실 1실, 휴게실 1실, 창고 1실 증축
- 2011. 02. 18 제4회 졸업식 (졸업생 197명 누계 537명)
- 2011. 03. 01 42학급(특수1포함) 인가
- 2011. 03. 17 45학급(특수1포함) 인가
- 2012. 02. 16 제5회 졸업식 (졸업생 214명 누계 751명)
- 2012. 03. 01 최강휴 제2대 교장 취임
- 2012. 03. 01 45학급(특수1포함) 인가
- 2013. 02. 15 제6회 졸업식 (졸업생 207명  누계 958명)
- 2013. 03. 01 46학급(특수1포함) 인가
- 2014. 02. 14 제7회 졸업식(졸업생 226명  누계 1,184명)
- 2014. 03. 01 46학급(특수1포함) 인가
- 2014. 09. 01 이임현 제3대 교장 취임
- 2015. 02. 13 제8회 졸업식(졸업생 205명 누계 1,389명)
- 2015. 03. 01 46학급(특수 1포함) 인가
- 2020. 01. 14 제 13회 졸업식

## 참고 자료
- 나산초등학교 - 한국교육학술정보원 학교알리미